# Teodrico de Bernicia
Teodric fue rey de Bernicia desde 572 hasta 579.
Teodric fue uno de los hijos de Ida de Bernicia, fundador del reino de Bernicia. Poco se sabe de la vida y reino de Teodric, aunque Urien, el rey de Rheged, mantuvo a Teodric y sus hijos bajo ataque por tres días seguidos en la isla de Lindisfarne. Según relatos de poesía medieval de Gales (como el poema Gweith Argoed Llwyfain, la Batalla de Argoed Llwyfain o la Batalla de la Calle Leeming del Libro de Taliesin), Teodric murió en batalla a manos de Owain mab Urien, el hijo de Urien, después de que Teodric demandó rehenes y Owain rehusó dárselos.
Las fechas del reino de Teodric no son precisas, ya que las únicas fuentes de información varían ampliamente en el orden y duración de los reinos entre la muerte de Ida y el comienzo del reino de Etelfrido en 592/593.
| Predecesor: Etelric | Rey de Bernicia 572 - 579 | Sucesor: Frituwaldo |

- Datos: Q878662